# Kremsierer Entwurf
Der Kremsierer Entwurf war ein österreichischer Verfassungsentwurf, der 1848 auf dem Kremsierer Reichstag erarbeitet wurde, jedoch nie in Kraft trat. Er weist im Gegensatz zu seinem Vorgänger, der Pillersdorfschen Verfassung, moderne verfassungsrechtliche Prinzipien auf und repräsentiert den (Hoch-)Konstitutionalismus.

## Vorgeschichte
Nachdem am 15. Mai 1848 die Pillersdorfsche Verfassung zum Provisorium erklärt wurde, trat der im Juli gewählte Reichstag, der jetzt nur noch aus einer Kammer, dem Abgeordnetenhaus, bestand, zum ersten Mal in Wien zusammen, um eine neue Verfassung auszuarbeiten.
Da es noch immer Unruhen in Ungarn gab, sandte der damalige Kriegsminister Theodor Graf Baillet de Latour  Truppen nach Ungarn, um die dortigen kroatischen Adligen um Ban Jelačić beim Niederschlagen des Aufstandes zu unterstützen. Die mit den Ungarn sympathisierenden Arbeiter und Studenten versuchten, den Abmarsch zu verhindern, was schließlich in die Wiener Oktoberrevolution mündete. Das Kriegsministerium wurde gestürmt und de Latour ermordet, indem er von der Menge gelyncht und anschließend an einer Straßenlaterne erhängt wurde.
Der Kaiser und die Regierung flohen nach Olmütz, einer Stadt in Mähren; der Reichstag sah sich durch diese Geschehnisse gezwungen, seinen Sitz nach Kremsier, einer nahegelegenen Stadt, zu verlegen. Dort beriet sich der Verfassungsausschuss in zwei getrennten Abteilungen über den Grundrechtskatalog und die übrigen Teile der Verfassung, die zusammen den Kremsierer Entwurf bildeten.

## Bestandteile
Der Kremsierer Entwurf war für die damalige Zeit sehr fortschrittlich und basierte im Gegensatz zu seinem Vorgänger, der Pillersdorfschen Verfassung, und seinem Nachfolger, der oktroyierten Märzverfassung, auf der Volkssouveränität und der Gewaltenteilung in Gesetzgebung, Verwaltung und Gerichtsbarkeit. Durch letztere wird die Monarchische Legitimität mit der Volkssouveränität verbunden, Träger der Staatsgewalt ist neben dem Monarchen nun auch das Volk.
Die Verfassung sollte zunächst in den habsburgischen Erbländern, jedoch zum Beispiel nicht in Ungarn und Lombardo-Venetien in Kraft treten, allerdings war eine Aufnahme weiterer Länder „in den Reichsverband, für welchen die Konstitution gilt“ (§ 6) vorgesehen.
Auch hier sollte der Reichstag aus einem Zweikammernsystem bestehen:
- Volkskammer
- Länderkammer

Die Kompetenz des Reichstages umfasst sämtliche Angelegenheiten, soweit sie nicht den Landtagen zugeordnet sind. An der Gesetzgebung sind auf Reichsebene der Kaiser und der Reichstag beteiligt, auf Landesebene der Kaiser und die Land- bzw. Kreistage, die zu bestimmten Zeiten einberufen werden müssen (Legislative). Das Parlament hat jetzt neben dem Recht zur Gesetzesinitiative auch ein Selbstversammlungsrecht. Der Kaiser hat nur ein suspensives und kein absolutes Veto mehr, das heißt, er kann Gesetze auf Dauer nicht an ihrem Zustandekommen hindern, es sei denn, sie betreffen seine Rechtsstellung.
Zusammen mit dem Ministerrat bildet er die Regierung (Exekutive). Den Ministern obliegt allein die „Leitung der Reichsregierung“, dabei steht ihr ein Reichsrat als Beratung zur Seite. Der Kaiser ist bei der Ausübung seiner Rechte streng an die Verfassung gebunden.
Die Gerichtsbarkeit ist durch unabhängige Gerichte gegeben. Neu hinzu kommt ein „Oberstes Reichsgericht“, das als eine Art Verfassungsgerichtshof fungieren soll. 
Der Grundrechtskatalog wurde erweitert, als § 1 der Grundrechte wurde der Satz „Alle Staatsgewalten gehen vom Volke aus“ festgelegt, allerdings musste er bei den Endberatungen wieder gestrichen werden. Die Grundrechte blieben auch weiterhin Staatszielbestimmungen und keine subjektiv öffentlichen Rechte.
Der Föderalismus trat viel stärker in den Vordergrund als in der Pillersdorfschen Verfassung, so wurde im Reichstag als zweite Kammer eine Länderkammer anstelle einer ständischen Kammer eingerichtet. Die Länder sollten ihre eigene Gesetzgebung haben und auch an der des Gesamtstaates mitwirken. Somit wären sie gleichbehandelt gewesen. Einer der Gründe für den Ausbau des Föderalismus war wohl der Versuch, das Nationalitätenproblem zu lösen, das durch die Europäische Revolution 1848 in den österreichischen Ländern stark aufkeimte (zum Beispiel Risorgimento in Italien).
Dies sollte durch die Einteilung größerer Länder in national einheitliche Kreise, national geschlossene Wahlkreise und ein nationales Schiedsgericht erfolgen.

## Folgen
Am 2. Dezember 1848 dankte Kaiser Ferdinand I. zugunsten seines Neffen Franz Joseph I. ab, da seine Ehe kinderlos geblieben war. Die stark ausgeprägte Volkssouveränität und die eingeschränkten Rechte des Monarchen veranlassten Kaiser Franz Joseph I., den Reichstag aufzulösen, da er sich zu sehr mit den „Erörterungen aus dem Gebiete der Theorie“ beschäftige und nicht das gesamte Kaiserreich Österreich repräsentiere. Stattdessen wurden am 4. März 1849 eine neue oktroyierte Verfassung sowie ein Grundrechtspatent erlassen. Diese neue Verfassung verhinderte das Inkrafttreten des Kremsierer Entwurfs, übernahm jedoch sämtliche Einrichtungen mit Ausnahme der Volkssouveränität.